# ویکرامارکدو
ویکرامارکدو 
(به تلوگویی: Vikramarkudu) یک فیلم اکشن و عاشقانه هندی به زبان تلوگو محصول سال ۲۰۰۶ و به کارگردانی اس. اس. راجامولی با بازی راوی تجا، آنوشکا شتی، راجیو کاناکالا، وینیت کومار، براهماناندام، آجی است. فیلم منو عصبانی نکن (۲۰۱۲) با بازی آکشی کومار بازسازی همین فیلم می‌باشد.